# Erkan Yetişmiş
Erkan Yetişmiş (* 5. Februar 1984 in Istanbul) ist ein türkischer Fußballspieler. Er spielt vornehmlich im zentralen Mittelfeld, kann aber auch als offensiver Mittelfeldspieler eingesetzt werden.

## Karriere
Yetişmiş spielte in seiner Jugend für Sarıyer SK und Ayazağaspor, 2007 wurde er von Bağcılarspor verpflichtet. 2008 wechselte er zu Silivrispor und spielte hier zwei Jahre lang, bevor er 2010 beim Viertligisten Sancaktepe Belediyespor unterschrieb, wo er sich als Stammspieler etablieren konnte und in jeder Saison zu mindestens 25 Einsätzen kam. 2013 kehrte er zu Silivrispor zurück und zählte auch hier zu den Stammkräften, allerdings war sein zweites Engagement hier nur von kurzer Dauer, denn bereits ein Jahr später heuerte er beim Traditionsklub Eyüpspor an, wo er sich abermals als Stammspieler durchsetzen konnte. Mit Eyüpspor feierte er den Aufstieg in der Viertliga-Saison 2014/15 und spielte in der folgenden Saison das erste Mal in seiner Karriere in der dritten Liga. Er ist mittlerweile Kapitän seiner Mannschaft.